# Convento de la Merced (Ciudad Real)
El antiguo convento de la Merced en Ciudad Real (España), fundado en 1613, es en la actualidad el Museo de la Merced. Desde 2008 es un Bien de interés cultural, con categoría de monumento inmueble.

## Historia
Fundado en 1613, en tiempos de Felipe III, por el capitán en las colonias de América don Andrés Lozano, quien a su muerte dejó 1000 ducados para la fundación de un convento de Mercedarios descalzos. Las obras comenzaron en 1621, tras la adquisición y posterior demolición de varias casas ubicadas en su actual solar, poniéndose la primera piedra en 1622.
En 1821 ocupan el convento los religiosos de Argamasilla de Alba; y en 1835 queda vacío a consecuencia de las leyes desamortizadoras de Mendizábal. Posteriormente, el edificio pasó a propiedad de la Diputación Provincial.
Desde 1843 hasta 1995 se transforma en el instituto de segunda enseñanza “Santa María de Alarcos”, que fue el primer centro de enseñanza superior que existió en la provincia de Ciudad Real tras la clausura de la Universidad de Almagro.
En 2002, la Diputación Provincial revierte el inmueble al Estado, y finalmente se produce la segregación y cesión del antiguo convento a la Junta de Comunidades de Castilla-La Mancha para uso cultural. Como Museo de la Merced se inauguró el 4 de noviembre de 2005.

## Edificio
Se desconoce la autoría de las trazas del convento y la iglesia, si bien se sospecha que fueran obra de un religioso de la propia orden, costumbre habitual en la arquitectura religiosa del siglo XVII. El que fuera Convento de los Mercedarios Descalzos de Ciudad Real, estaba formado por la Iglesia actual, todo el edificio del que fue Instituto de Enseñanza Secundaria de Nuestra Señora de Alarcos, y parte del actual Palacio de la Diputación, apareciendo la Iglesia empotrada entre los dos edificios.
El primitivo convento ha sufrido modificaciones al ser adaptado a las necesidades de su posteriores usos; salvo el antiguo claustro monacal y los restos de paramentos que flanquean la entrada. Ocupa un solar de dos mil metros cuadrados y tiene casi tres mil quinientos de superficie construida.
El claustro es el primitivo, con pequeñas adaptaciones realizadas en el siglo XIX. Responde a la tipología de claustro barroco con un cierto clasicismo. Se compone de un primer cuerpo formado por arcos de medio punto de trasdós moldurado sobre pilastras impostadas. La galerías se cubren con bóvedas de cañón, arcos fajones y lunetos, conservando su estado primitivo. El segundo cuerpo se remodeló igualmente en el siglo XIX, siguiendo la tipología impuesta en la fachada; y añadiendo una escalera de acceso a la segunda planta, de tipo palaciego, que se divide en dos tramos.
Por su parte, la fachada consta de una sencilla portada adintelada en piedra; a cuyos lados se conservan dos paramentos en sillar almohadillado con ciertos rasgos vignolescos. El resto, presenta una hermosa fachada en donde los huecos se distribuyen simétricamente, toda ella articulada por grandes pilastras toscanas sobre plantas, que sostienen los entablamentos que forma la cornisa. Esta fachada, que denota su gran clasicismo, está perfectamente integrada con los restos primitivos. Sus muros de fachada están realizados con ladrillo de tejar, al igual que la plementería de la bóveda. Todo ello estaba revocado con mortero de cal.
La actual Iglesia de la Merced (Santa María del Prado), antiguamente integrante del propio convento, es hoy independiente y dedicada al culto religioso.
Recientemente se han descubierto pinturas murales en la planta alta, similares a las descubiertas en la Iglesia de la Merced, así como dos estancias subterráneas.

## Localización y accesibilidad
- Dirección: Plaza de los Mercedarios s/n
- Teléfono: 926 254 334
- Horario: de lunes a sábado de 10:00 a 19:00 horas, y domingos de 10:00 a 14:00 horas.